# Curtiss T-32 Condor II
Curtiss T-32 Condor II  — американский двухмоторный пассажирский самолёт 1930-х годов. В некоторых странах использовался также как бомбардировщик.

## История
Condor II — двухмоторный двухстоечный биплан смешанной конструкции. Первый самолёт поднялся в воздух 30 января 1933 года, затем была построена партия серийных машин (21 шт). Серийные самолёты были оборудованы как авиалайнеры класса люкс для ночных перелётов, вмещавшие 12 пассажиров. В течение следующих трёх лет они поступили на регулярные ночные рейсы компаний Eastern Air Transport и American Airways, предшественников Eastern Air Lines и American Airlines соответственно. В расписании American Airlines от 15 июня 1934 года их «Кондоры» упоминались как «первые в мире спальные самолёты»: эти 12-местные машины были оборудованы полноценными спальными местами и могли летать со скоростью до 190 миль в час. В середине 1930-х годов «Кондоры» совершали ежесуточные ночные рейсы между Далласом и Лос-Анджелесом  по маршруту Даллас — Форт-Уэрт — Абилин — Биг-Спринг — Эль-Пасо — Дуглас — Тусон — Финикс — Лос-Анджелес.
В ВВС Колумбии эксплуатировались три поплавковых BT-32, в 1933 году они использовались в колумбийско-перуанской войне.
Два модифицированных T-32 были закуплены Воздушным корпусом армии США (где обозначались YC-30) для использования в качестве VIP-транспорта. На одном из «Кондоров» были установлены дополнительные топливные баки, он использовался в антарктической экспедиции США 1939–1941 годов. Единственный из выпущенных, этот самолёт имел неубирающееся шасси, позволявшее крепить поплавки или лыжи. Некоторые экземпляры позже были модифицированы до стандарта АТ-32 с винтами изменяемого шага и улучшенными мотогондолами. Салон самолётов модификации AT-32D можно было переоборудовать из спального в обычный с 15 креслами. 4 британских Т-32 с началом Второй мировой войны были включены в состав Королевских ВВС.
8 самолётов были построены в модификации бомбардировщика (BT-32), все они были поставлены на экспорт. Их вооружение составляло 5 пулемётов и до 762 кг бомб. Для Аргентины также был построен военно-транспортный вариант (CT-32) с большой дверью с правой стороны фюзеляжа.

## Модификации

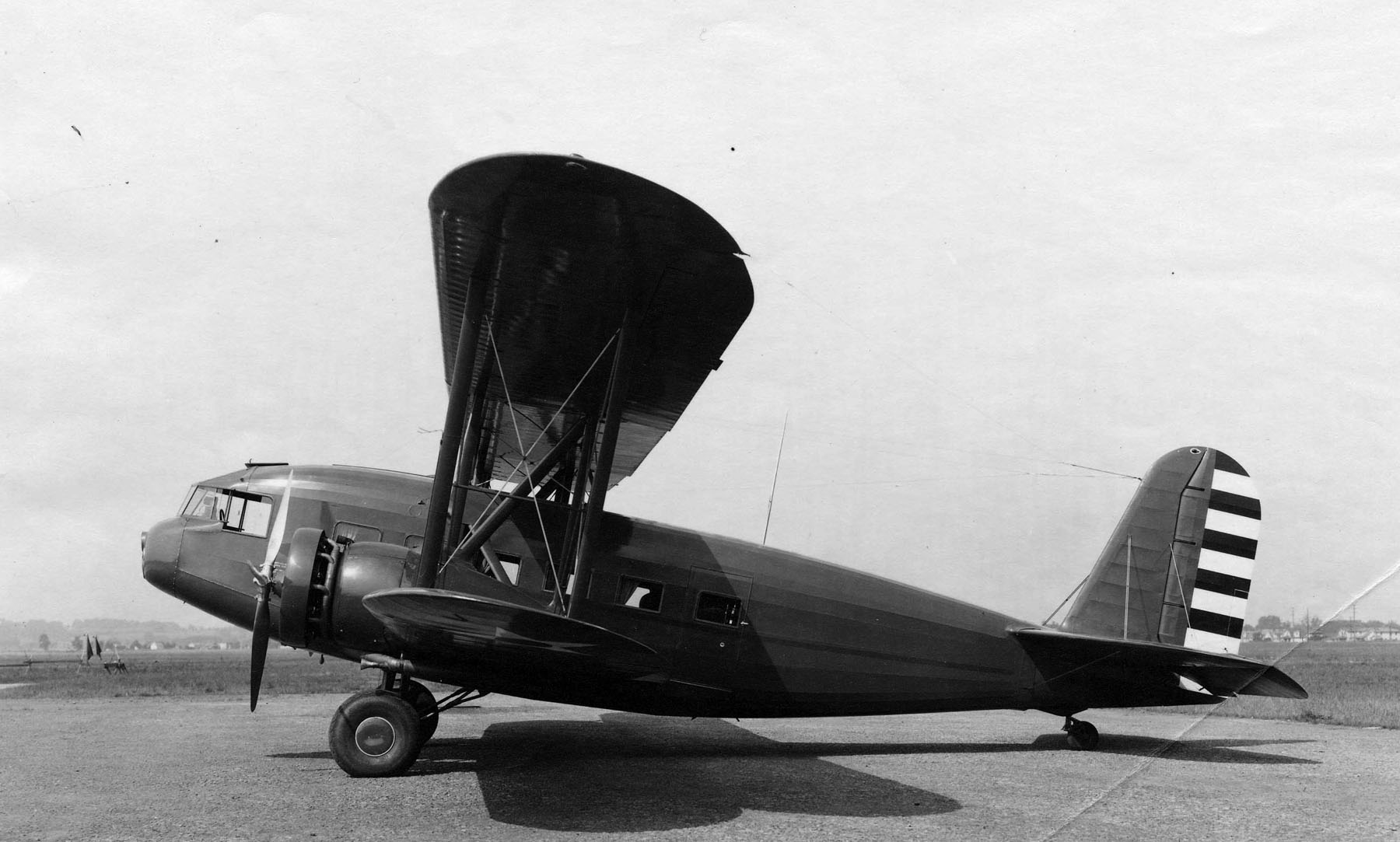
YC-30 ВВС Армии США, 1933 год.

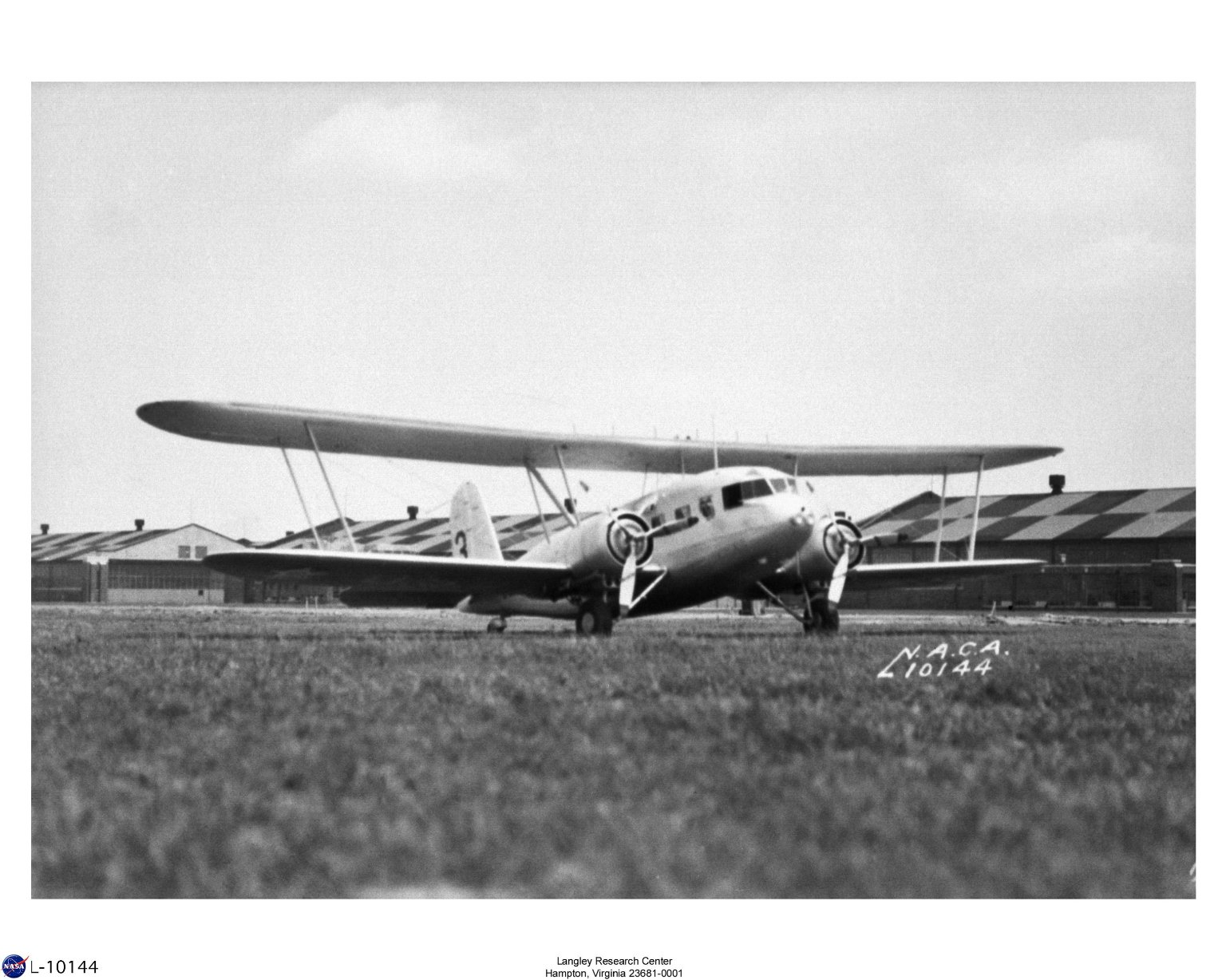
Curtiss R4C-1

T-32
Серийная модификация со спальным салоном класса люкс, построено 21 шт, включая 2 YC-30 для ВВС Армии США
T-32C
10 T-32 переделаны до AT-32.
AT-32A
Имели винты изменяемого шага и 710-сильные (529 кВт) двигатели Wright SGR-1820-F3 Cyclone, построено 3.
AT-32B
AT-32 с 720-сильными (537 кВт) двигателями Wright SGR-1820-F2 Cyclone, построено 3.
AT-32C
Модификация AT-32 для компании Swissair, построен 1.
AT-32D
AT-32 с 720-сильными (537 кВт) двигателями Wright SGR-1820-F3 Cyclone, построен 1.
AT-32E
модификация AT-32 для авиации ВМС США, где обозначалась R4C-1, построено 2.
BT-32
Бомбардировщик, построено 8. Вооружение составляли 5 турельных пулемётов, до 762 кг бомб бомбоотсеке, фюзеляже и на подкрыльевых подвесках.
CT-32
Военный грузовой вариант с большой дверью грузового отсека, построено 3. Перевозил 24 солдата, или 10 раненых на носилках или 1891 кг грузов.
YC-30
Обозначение авиации КМП США для 2 экземпляров T-32.
R4C-1
обозначение авиации ВМС США для 2 AT-32E (один из них в КМП), оба позже переданы Антарктической службе США.

## Лётно-технические характеристики (AT-32C Condor II)
Источник данных: Curtiss Aircraft 1907–1947

Технические характеристики
- Экипаж: 2 + 1 стюард
- Пассажировместимость: 15
- Длина: 14,81 м
- Размах крыла: 24,99 м
- Высота: 4,98 м
- Площадь крыла: 112,2 м2
- Профиль крыла: NACA 2412[3]
- Масса пустого: 5550 кг
- Максимальная взлётная масса: 7938 кг
- Силовая установка: 2 × поршневых Wright SGR-1820-F2 Cyclone (радиальный 9-цилиндровый)
- Мощность двигателей: 2 × 720 л.с. (2 × 540 кВт)
- Воздушный винт: трёхлопастные Hamilton-Standard, изменяемого шага
- Диаметр винта: 3,66 м

Лётные характеристики
- Максимальная скорость: 310 км/ч
- Крейсерская скорость: 269 км/ч
- Практическая дальность: 1152 км
- Практический потолок: 7000 м
- Скороподъёмность: 6,1 м/с

## Эксплуатанты

### Гражданские
США
- American Airways (позже переименована в American Airlines)
- Eastern Air Transport (позже переименована в Eastern Air Lines)

 Чили
- LAN-Chile: 3 самолёта, ранее принадлежавших American Airlines

 Китайская Республика
- China National Aviation Corporation: 6 транспортных AT-32E, ранее принадлежавших American Airlines; приобретены в 1939 году; 5 из них в декабре 1941 года уничтожены японцами, уцелевший конфискован ими и далее применялся в качестве военно-транспортного.

 Колумбия
- SACO/AVIANCA: 2 самолёта

 Мексика
- 1 самолёт, ранее принадлежавший American Airlines, куплен в 1944 году и эксплуатировался до 1950 года.

 Швейцария
- Swissair: 1 самолёт (с/н 53).

 Великобритания
- International Air Freight эксплуатировала 4 T-32 с аэродрома Кройдон[4].

### Военные
США
- ВВС Армии США: 2 YC-30.
- авиация КМП США: 1 R4C-1.
- авиация ВМС США: 1 R4C-1.

 Аргентина
- Авиация ВМС Аргентины: 3 самолёта CT-32, один учебный и два транспортных.

 Китайская Республика
- ВВС Китайской Республики: 1 BT-32 (прототип с/н 52). Личный самолёт Чан Кайши.

 Колумбия
- ВВС Колумбии: 3 поплавковых BT-32 (с/н 54-56).

 Гондурас
- ВВС Гондураса

 Перу
- ВВС Перу: 4 BT-32, обозначавшиеся OB-11A/OB-11D (с/н 59-62).

 Великобритания
- Royal Air Force: – 4 самолёта модификации T-32 variants переданы компанией International Air Freight. Не использовались, списаны и переданы на слом 30-му отряду техобслуживания. RAF Sealand.[4]

 Япония
- 1 трофейный самолёт (из числа ранее принадлежавших China National Aviation Corporation).

## Аварии и катастрофы
- 27 июля 1934 года самолёт компании Swissair CH-170 потерпел катастрофу в районе Тутлинген (Германия). Погибли все 12 пассажиров и экипаж[4].